# 循環資源
循環資源（じゅんかんしげん）とは、廃棄物等のうち有用なものをいい（循環型社会形成推進基本法（平成12年6月2日法律第110号）第2条第3項）、循環資源については、その処分の量を減らすことにより環境への負荷を低減する必要があることにかんがみ、できる限り循環的な利用が行われなければならず、循環資源の循環的な利用及び処分に当たっては、環境の保全上の支障が生じないように適正に行われなければならないとされる（同法第6条第1項・第2項）。

## 循環資源の循環的な利用及び処分の基本原則
循環資源の循環的な利用及び処分に当たっては、技術的及び経済的に可能な範囲で、かつ、次に定めるところによることが環境への負荷の低減にとって必要であることが最大限に考慮されることによって、これらが行われなければならない。この場合において、次に定めるところによらないことが環境への負荷の低減にとって有効であると認められるときはこれによらないことが考慮されなければならない。（同法第7条）
一　循環資源の全部又は一部のうち、再使用をすることができるものについては、再使用がされなければならない。
二　循環資源の全部又は一部のうち、前号の規定による再使用がされないものであって再生利用をすることができるものについては、再生利用がされなければならない。
三　循環資源の全部又は一部のうち、第1号の規定による再使用及び前号の規定による再生利用がされないものであって熱回収をすることができるものについては、熱回収がされなければならない
四 　循環資源の全部又は一部のうち、前3号の規定による循環的な利用が行われないものについては、処分されなければならない。